# Tad Taube
Tad Taube (ur. 1 kwietnia 1931 w Krakowie) – amerykański biznesmen i filantrop, aktywny w środowiskach amerykańskich Żydów. Konsul honorowy Polski w Kalifornii.

## Życiorys
Założyciel i prezes Woodmont Companies. Przewodniczący Fundacji Koret i prezes Taube Philanthropies, a także Taube Foundation for Jewish Life and Culture. Założyciel Centrum Studiów Żydowskich na Uniwersytecie Stanforda, na którym rozwijał już w przeszłości działalność wspierającą rozwój sportu. Współzałożyciel Amerykańskiej Ligi Futbolu (USFL) w 1982 i główny właściciel drużyny Oakland Invaders.
Jego fundacje wspierają m.in. wiele działań edukacyjnych w środowisku żydowskim, w tym w Polsce. Wspierał finansowo budowę Muzeum Historii Żydów Polskich. Od wielu lat działa na rzecz poprawy stosunków między środowiskami żydowskimi a Polską.
Członek wielu organizacji, odznaczony wieloma orderami i nagrodami, w tym Krzyżem Komandorskim Orderu Zasługi Rzeczypospolitej Polskiej (2004). 
W 2007 został mianowany konsulem honorowym RP w Kalifornii. 
Od 2017 roku jest patronem Katedry Judaistyki im. Tadeusza Taubego Uniwersytetu Wrocławskiego. W 2018 roku otrzymał tytuł doktora honoris causa Uniwersytetu Jagiellońskiego w Krakowie.